# Ravne Donje
Ravne Donje (en cyrillique : Равне Доње) est un village de Bosnie-Herzégovine. Il est situé dans la municipalité de Žepče, dans le canton de Zenica-Doboj et dans la fédération de Bosnie-et-Herzégovine. Selon les premiers résultats du recensement bosnien de 2013, il compte 237 habitants.

## Géographie
Le village est situé à l'ouest de Žepče, à proximité de la confluence de la Ljubna et de la Bosna (un affluent de la Save).

## Démographie

### Évolution historique de la population dans la localité
| 1948 | 1953 | 1961 | 1971 | 1981 | 1991 | 2013 |
| ---- | ---- | ---- | ---- | ---- | ---- | ---- |
| -    | -    | 174  | 150  | 295  | 141  | 237  |

|  |

### Répartition de la population par nationalités (1991)
En 1991, les 141 habitants du village étaient tous croates.

### Communauté locale
En 1991, Ravne Donje faisait partie de la communauté locale de Ravne qui comptait 783 habitants, répartis de la manière suivante :